# Il pleut bergère...
Ne doit pas être confondu avec Il pleut, il pleut, bergère.
Il pleut bergère... est un roman policier de Georges Simenon, paru en 1941.
Le roman se déroule dans une petite ville normande au début du XXe siècle (référence à l’exécution de l’anarchiste Ferrer, exécuté en octobre 1909).
Le récit, à la première personne, est fait du point de vue de Jérôme quelques années après les événements. Les réactions du narrateur se ressentent encore de l’enfance évoquée. 

## Résumé
Jérôme a une mémoire aiguë pour tout ce qui concerne sa petite enfance. Ainsi, il se souvient de cette « pluie noire » qui enveloppait le monde où il vivait, et de l'arrivée de tante Valérie, cet événement qui allait transformer sa vie. 
Les deux pièces situées au-dessus du magasin de tissus de ses parents étaient juste assez grandes pour trois. Mais tante Valérie, énorme, était arrivée avec sa haine, sa méchanceté puérile, ses réflexions acides et ses préoccupations au sujet de sa maison ; elle en a déjà disposé, ce qu'elle regrette, car elle voudrait maintenant que son bien aille à ses neveux, les parents de Jérôme. Heureusement, celui-ci pouvait encore se réfugier dans son univers avec ses jouets, ses petits meubles et ses animaux ; il pouvait encore regarder de sa fenêtre son ami Albert, à qui il n'avait jamais parlé, mais qu'il sentait si proche de lui... 
Le père d'Albert était un anarchiste recherché par la police pour un attentat. Jérôme, lui, avait senti la détresse qui était celle d'Albert et de sa grand-mère ; il avait deviné où se cachait le père de son ami. Mais tante Valérie, trop méchante, avait sans doute compris, elle aussi, et elle serait bien capable de tout dévoiler pour toucher la rançon promise par la police. Pendant des jours entiers, ils allaient donc s'épier. 
Il avait plu toute la journée, mais le soir le vent s'était levé quand le père d'Albert avait été arrêté. Il avait dû s'enfuir par les toits, car la foule amassée sur la place grondait des menaces de mort. Parmi les émeutiers, tante Valérie... Quand elle était rentrée en annonçant qu' « il serait de toute façon décapité », Jérôme, terrifié, avait compris que c'en était trop ! Tante Valérie partirait bientôt... 
Beaucoup plus tard, Jérôme apprit que le départ de sa tante n'était dû qu'à son horreur des poireaux. Sa mère en mettait toujours dans la soupe ; les remarques cinglantes de la tante avaient décidé le père de Jérôme à la chasser.

## Les personnages
- Personnage principal
  - Jérôme Lecœur. 7 ans à l’époque des faits qu’il raconte.
- Autres personnages
  - Les parents de Jérôme
  - Tante Valérie
  - Albert et sa grand-mère, Mme Ramburges
  - Gaston Ramburges, le père d’Albert (n’apparaît jamais dans le roman comme un personnage agissant).

## Éditions
- Édition originale : Gallimard, 1941
- Folio Policier n° 211, 2001  (ISBN 978-2-07-041837-4)
- Tout Simenon, tome 22, Omnibus, 2003  (ISBN 978-2-258-06107-1)
- Romans durs, tome 5, Omnibus, 2012  (ISBN 978-2-258-09359-1)
- Romans durs, tome 5, Omnibus, 2023  (ISBN 978-2-258-20262-7)

## Source
- Maurice Piron, Michel Lemoine, L'Univers de Simenon, guide des romans et nouvelles (1931-1972) de Georges Simenon, Presses de la Cité, 1983, p. 102-103  (ISBN 978-2-258-01152-6)